# Arquettes-en-Val
Arquettes-en-Val település Franciaországban, Aude megyében. Lakosainak száma 79 fő (2022. január 1.). Arquettes-en-Val Fajac-en-Val, Labastide-en-Val, Serviès-en-Val, Villetritouls és Val-de-Dagne községekkel határos.

## Népesség
A település népességének változása:
| Lakosok száma | 148  | 118  | 111  | 93   | 84   | 78   | 79   | 80   | 80   | 79   |
|               | 1968 | 1982 | 1990 | 2006 | 2013 | 2015 | 2017 | 2019 | 2020 | 2022 |